# Salon-de-Provence

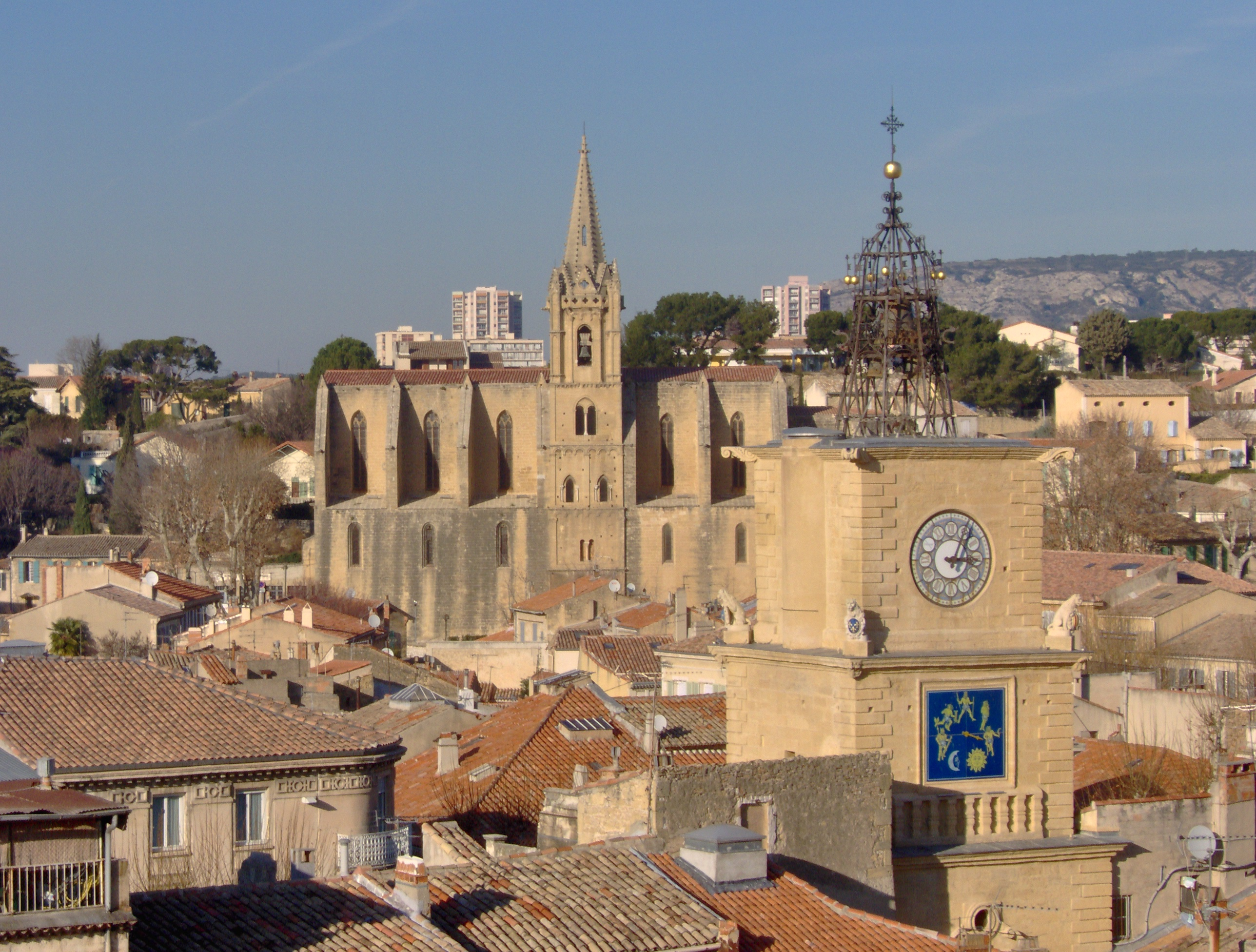
Salon-de-Provence

Salon-de-Provence är en kommun i departementet Bouches-du-Rhône i regionen Provence-Alpes-Côte d'Azur i sydöstra Frankrike. Kommunen ligger  i kantonen Salon-de-Provence som ligger i arrondissementet Aix-en-Provence. År 2022 hade Salon-de-Provence 44 553 invånare.

## Befolkningsutveckling
Antalet invånare i kommunen Salon-de-Provence
Referens:INSEE

## Utbildning
- École de l'Air